# 露西·塔尔博特
露西·塔尔博特（英語：Lucy Talbot，1989年4月26日—），新西兰女子曲棍球运动员，场上位置是后卫。她曾代表新西兰国家队参加2010年英联邦运动会曲棍球比赛，获得一枚银牌。